# Джон Бойн
Джон Бойн (англ. John Boyne; нар. 30 травня 1971) — ірландський письменник, лауреат численних літературних премій. Автор десяти романів для дорослих і п'яти романів для дітей, а також двох збірок оповідань. Його книги перекладені більше ніж 51-ю мовою. Один із найвідоміших романів Бойна — «Хлопчик у смугастій піжамі», що був екранізований 2008 року.

## Біографія
Джон Бойн народився в Дубліні, Ірландія, 1971 року. Вивчав англійську літературу в Триніті Коледжі, (Дубліні) та письменницьку майстерність в Університеті Східної Англії (Норвіч), де став володарем премії Кертіса Брауна (премія, якою нагороджують за найкращий студентський твір у прозі). Вчився письменницької майстерності у Малкольма Бредбері. Певний час працював у книгарні «Waterstone's» в Дубліні.
Його рання проза представлена переважно оповіданнями. Перше оповідання Бойна — «Entertainments Jar» («Фляга розваг») — було надруковане в Sunday Tribune і 1993 року потрапило до шорт-листа Hennessy Literary Award в Ірландії. Всього Бойн видав близько 70 оповідань.
У 2015 році був головою журі канадської літературної премії Scotiabank Giller Prize. Є постійним книжковим оглядачем для The Irish Times.
Живе в Дубліні.
Він отримав ступінь бакалавра з англійської мови в Трініті-коледжі Дубліна в 1993 році, а згодом здобув ступінь магістра в Університеті Східної Англії. У 2015 році йому було присвоєно почесний докторський ступінь з літератури Університетом Східної Англії. 
Бойн — гей, і розповідав про труднощі, з якими він зіткнувся, зростаючи геєм у католицькій Ірландії. Він розповідав про те, що зазнав насильства в Terenure College, коли був там студентом.
Він вважає Джона Банвілла "найвидатнішим живим письменником у світі".

## Творчість
Один із найвідоміших творів автора — «Хлопчик у смугастій піжамі», що зачіпає тему Голокосту. Бойн написав роман за 60 годин і закінчив його 30 квітня 2004 року, у день смерті Адольфа Гітлера, який не з'являється в книзі, але незримо присутній там. Роман отримав дві премії Irish Book Awards, премію Bisto Book of the Year і був призером декількох міжнародних нагород. Крім того, роман 80 тижнів очолював список бестселерів Ірландії та New York Times Bestseller List і лідирував у 2007-му і 2008-му роках за продажами в Іспанії. У світі продано понад 9 мільйонів примірників книги.

### Ім'я мого брата — Джессіка
Книга Бойна 2019 року Ім'я мого брата — Джессіка, про молодого хлопчика, який намагається прийняти те, що його старший брат виявляється трансгендерною дівчиною, була розкритикована за зображення трансгендерних тем і за місгендеринг людей. У статті в The Irish Times, що просувала книгу, Бойн пояснив, що його надихнув на її написання його трансгендерний друг, і що він розмовляв з фахівцями з гендерної ідентичності та "кількома трансгендерними людьми", щоб переконатися, що він достовірно зобразив тему книги. Однак він зазнав подальшої критики за твердження в статті: "Я відкидаю слово 'цис'... Я не вважаю себе цис-чоловіком; я вважаю себе чоловіком." Він додав, що "хоча я з радістю використовуватиму будь-який термін, який людина вважає найкраще визначає її... я відкидаю думку, що хтось може нав'язати небажаний термін іншому".
Бойн видалив свій акаунт у Twitter, посилаючись на переслідування в соціальних мережах, хоча пізніше він повернувся на сайт. Деякі письменники підтримали його. У 2020 році комік і письменник Ейдан Комерфорд, який неодноразово звинувачував Бойна в трансфобії, опублікував вибачення у Twitter. Комерфорд визнав, що його твіти про Бойна "були безжальним переслідуванням", яке завдало Бойну "великого горя". Бойн відповів: "Я вдячний за вибачення та відкликання образ Ейдана Комерфорда і, крім цього, не маю подальших коментарів".
Він знову натякнув на негативну реакцію, яку отримав через книгу, у газетній колонці в 2021 році. Хоча Бойн не згадував Комерфорда по імені, він посилався на когось, хто "визнав, що був залучений до цілеспрямованої кампанії "безжального переслідування", а потім "заповз назад у свою підземну печеру зализувати рани".

## Українські переклади
- Хлопчик у смугастій піжамі / Джон Бойн ; пер. з англ. Віктора Шовкуна. — Львів : Видавництво Старого Лева, 2017. — 192 с. — ISBN 978-617-679-232-1.
- Усі ті розбиті місця / Джон Бойн ; пер. з англ. Андрія Маслюха. — Львів : Видавництво Старого Лева, 2024. — 480 с. — ISBN 978-966-448-354-1.

## Екранізації
У 2008 році компанія Мірамакс випустила однойменну екранізацію роману «Хлопчик у смугастій піжамі». Зйомки проходили в Будапешті. Головні ролі виконали Аса Баттерфілд, Джек Скенлон, Віра Фарміґа і Девід Тьюліс. Фільм отримав кілька престижних кінопремій.